# NGC 6042
NGC 6042 est une galaxie lenticulaire située dans la constellation d'Hercule. Sa vitesse par rapport au fond diffus cosmologique est de 10 764 ± 7 km/s, ce qui correspond à une distance de Hubble de 158,8 ± 11,1 Mpc (∼518 millions d'al). NGC 6042 a été découverte par l'astronome français Édouard Stephan en 1870. Cette galaxie a aussi été observée par l'astronome américain Lewis Swift le 27 juin 1886 et elle a été inscrite au New General Catalogue sous la cote NGC 6039.
Les galaxies NGC 6041 et NGC 6042 ont été utilisées par Gérard de Vaucouleurs comme une paire de galaxies de type morphologique E+2 (gE) + E+1 (gE) dans son atlas des galaxies,.
À ce jour, deux mesures non basées sur le décalage vers le rouge (redshift) donnent une distance de 149,500 ± 27,577 Mpc (∼488 millions d'al), ce qui est à l'intérieur des valeurs de la distance de Hubble.
NGC 6042 est un membre du superamas d'Hercule. Steinicke utilise la désignation DRCG 34-… pour plusieurs galaxies du superamas d'Hercule. Cette désignation indique que ces galaxies figurent au catalogue des amas galactiques d'Alan Dressler. Le nombre 34 correspond au 34e amas du catalogue, soit Abell 2151, et les chiffres suivant 34 et le tiret indiquent le rang de la galaxie dans la liste.
Pour NGC 6042, la base de données NASA/IPAC utilisent les désignations suivantes : 
- ABELL 2151:[D80] 063  pour le catalogue de Dressler ;
- ABELL 2151:[BO85] 010 pour le l'article de Butcher et Oemler[10] ;
- ABELL 2151:[CBW93] B pour l'article de Colless, Burstein et Wegner[11] ;
- ABELL 2151:[MGT95] 057 pour l'article Maccagni, Garilli et Tarenghi[12] ;
- ABELL 2151:[FBD2002] f01pour l'article de Fasano, Bettoni et D'Onofrio[13].

## Identification de NGC 6042
L'astronome américain Halton Arp a inscrit dans son atlas des galaxies particulières une paire de galaxies sous la désignation Arp 122. Cette paire comprenait NGC 6039 à cause d'une identification incorrecte de la galaxie observée par Swift, erreur qui a aussi été reprise dans l'atlas des galaxies en interaction Vorontsov-Velyaminov. La galaxie identifiée par Arp n'est pas NGC 6039, mais NGC 6040. PGC 56942 est l'autre galaxie de la paire Arp 122. La base de données Simbad contient aussi cette erreur d'identification.